# Discontinuità di Carlin

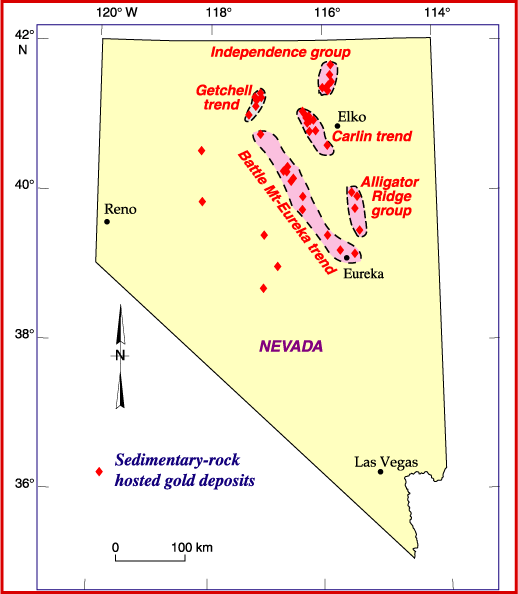
La discontinuità di Carlin, indicata sulla mappa come Carlin Trend, mostrata assieme ad altre cinture di depositi di minerali auriferi presenti in Nevada.

La discontinuità di Carlin, più nota con il nome inglese di Carlin Trend, è una formazione geologica del Nevada nord-orientale venutasi a creare a causa di un fenomeno di erosione, o di mancata deposizione, probabilmente associato con una collisione occorsa tra un terrane, ossia un frammento di crosta terrestre staccatosi da una placca tettonica e fusosi con un'altra, e la placca nordamericana. 
Tale collisione, associata all'orogenesi Antler, un vasto evento tettonico che interessò l'intera provincia di Basin and Range, e iniziata circa 350 milioni di anni fa, vale a dire nel Mississippiano, innescò la generazione di temperature crostali e pressioni così alte da portare alla formazione, lungo la zona di sutura, di numerose sorgenti calde. Fu proprio attraverso queste ultime che, nei molti episodi di magmatismo sotterraneo che si verificarono in seguito al protrarsi della collisione, in particolare nell'Eocene, diversi minerali dissolti, molti dei quali contenenti oro e argento, furono portati verso la superficie formando, nei milioni di anni, la discontinuità in oggetto.

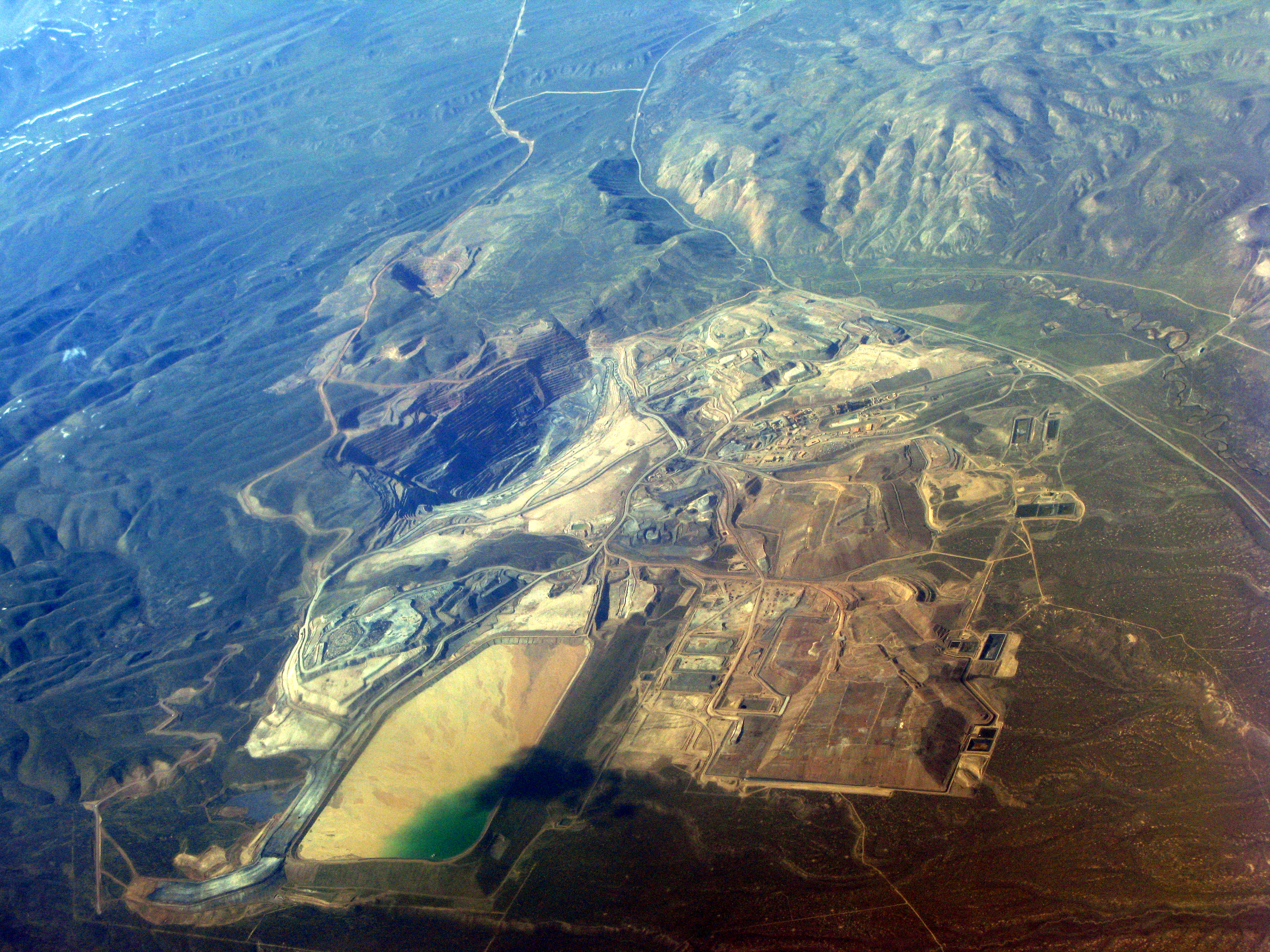
La miniera d'oro a cielo aperto Newmont's Gold Quarry, sita sulla discontinuità di Carlin.

## Sfruttamento
La discontinuità di Carlin, che di fatto costituisce una cintura di depositi di minerale d'oro larga circa 8,0 km e lunga circa 64 che si estende in direzione nordovest-sudest attraverso il comune di Carlin, nell'area micropolitana di Elko, è oggi uno dei distretti minerari auriferi più ricchi del mondo. I primi ritrovamenti d'oro in quest'area risalgono agli anni 1870, tuttavia la produzione rimase piuttosto contenuta fino agli anni 1960, quando, nel 1961, la Newmont Mining Corporation vi scoprì un vasto giacimento di minerale d'oro a basso rendimento e l'industria iniziò a porre la propria attenzione sull'area. 
Con la crescita del prezzo dell'oro negli anni 1970, anche giacimenti a basso grado come quelli della Carlin Trend divennero redditizi, cosicché le escavazioni si fecero più frequenti, portando alla nascita di diverse nuove miniere, la maggior parte delle quali a cielo aperto. Oggi, la discontinuità di Carlin è il primo distretto aurifero statunitense per quantità di oro prodotto, quantità che ha superato le 70 milioni di once (circa 2000 tonnellate) nel 2008.